# ISAM
索引顺序存取方法（ISAM, Indexed Sequential Access Method）最初是IBM公司发展起来的一个文件系统，可以连续地（按照他们进入的顺序）或者任意地（根据索引）记录任何访问。每个索引定义了一次不同排列的记录。现在这个概念用在许多场合：
- 特指IBM公司的ISAM产品
- 数据库系统中提供用户接口从数据文件中检索数据。
- 通常指，数据库的索引，这种索引被大多数数据库所采用，包括关系数据库或其它。

在ISAM系统，数据组织成有固定长度的记录，按顺序存储的。

## ISAM风格实现
- Superbase database家族
- Dataflex Dataflex proprietary database
- MySQL实现ISAM为MyISAM
- Digital Equipment Corporation Record Management Services
- Paradox
- C-ISAM
- cTreePlus
- dBase and related products Clipper and Foxpro
- Btrieve
- Raima数据库管理
- Extensible Storage Engine
- Enscribe HP的结构化文件访问方法

## 参看
- 虚拟存储访问方法VSAM
- B树
- Flat file